# James Farr
James Farr (Evanston, 2 novembre 1992) è un cestista statunitense.

## Palmarès
- Campionato ungherese: 1

Albacomp: 2016-17
- Coppa d'Ungheria: 1

Albacomp: 2017